# La danza tra le spade
La danza tra le spade (in polacco: Taniec wśród mieczów; in russo Танец среди мечей?, Tanec sredi mečej) è il nome di quattro dipinti del pittore polacco Henryk Siemiradzki.
La combinazione di elementi mitologici, di scene cesariano-cristiane e del nudo artistico nelle opere dell'artista lo resero molto popolare, pertanto Siemiradzki dipinse ben quattro versioni della Danza tra le spade. La versione più famosa risale al 1881 e si trova alla galleria Tret'jakov di Mosca. Le altre tre si trovano in delle collezioni private.

## Storia
Nel 2011, a un'asta russa organizzata dalla casa d'aste nuovaiorchese Sotheby's, una delle versioni dipinta nel 1887 a Roma, proveniente dalla collezione di Eugene Slotowski, venne venduta per 2 milioni 98mila 500 dollari. Originariamente il quadro apparteneva a Francis O. Matthiessen, un industriale e collezionista d'arte novaiorchese. Nel 1901, dopo la morte del mecenate, la tela venne messa all'asta e venduta. Nel 1968 Eugene Slotkowski la acquistò a Chicago. Il dipinto era stato nuovamente messo all'asta nel 2009, ma non era stato acquistato.
Un'altra versione doveva essere messa all'asta sempre da Sotheby's, ma all'ultimo momento il governo polacco chiese di annullare la vendita.

## Descrizione

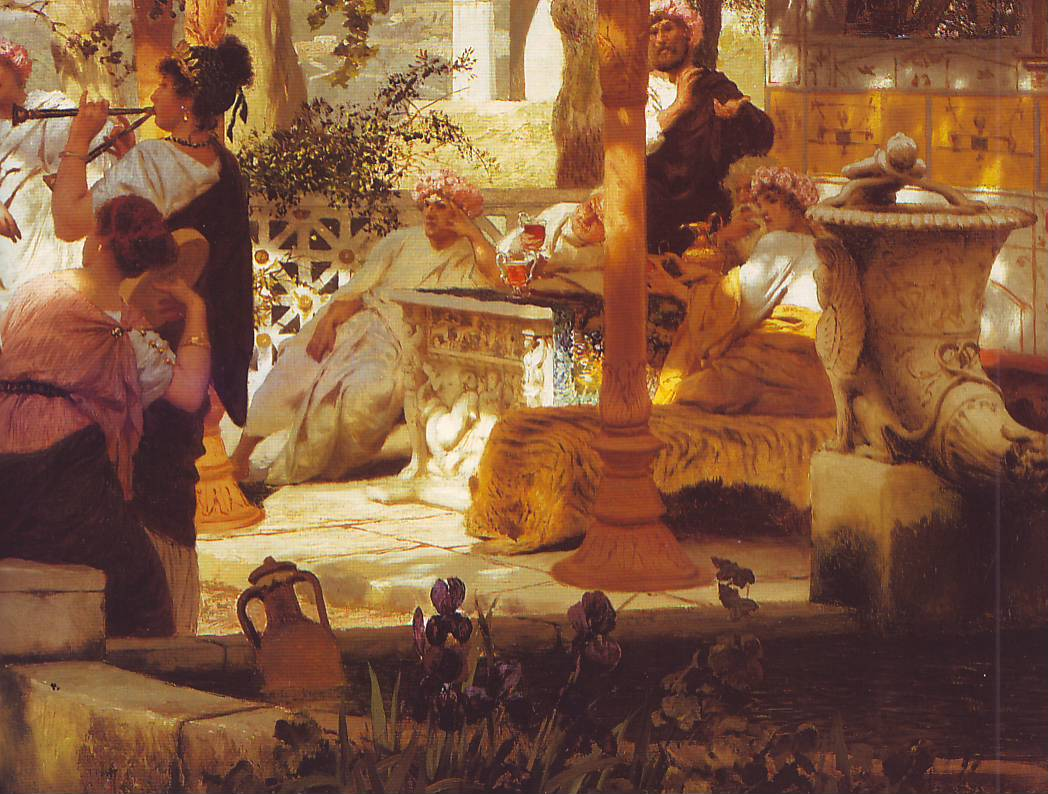
Un dettaglio dei fiori e della fontanella in primo piano.

Il dipinto raffigura una donna nuda (il suo vestito celeste si trova alla sua sinistra) che esegue una danza fra sei spade corte romane per terra. La danzatrice si erge in punta di piedi mentre tre donne accanto a lei suonano. Alla danza assistono sei uomini che si riposano sdraiati sui triclini mentre si godono del vino fresco. In basso a destra c'è una fontanella. La scena si svolge sulla terrazza alberata di una villa romana che si affaccia su una baia semicircolare circondata dalle montagne che vanno dissolvendosi dolcemente sullo sfondo. Il paesaggio immortalato nel quadro potrebbe mostrare i dintorni di Taormina, in Sicilia, dove i Siemiradzki passavano spesso le vacanze estive. Sulla tela sono chiaramente visibili delle "macchie luminose" della luce solare filtrata attraverso gli alberi. L'artista ha anche ricreato con cura i dettagli botanici.
I critici dell'epoca rimasero deliziati dal dipinto, apprezzandone la tavolozza ricca di colori. Henryk Sienkiewicz rimase molto colpito dalla Danza tra le spade, commentando l'opera con le seguenti parole:
Anche Stanisław Ignacy Witkiewicz, che non era a favore degli altri quadri di Siemiradzki, apprezzò questa tela.

## Versioni
| N. | Data                | Tecnica e dimensioni       | Ubicazione         | Immagine |
| -- | ------------------- | -------------------------- | ------------------ | -------- |
| 1. | 1881                | olio su tela 120 x 225 cm  | Galeria Tret'jakov |          |
| 2. | 1881                | olio su tela 56,5 x 102 cm | collezione privata |          |
| 3. | 1887                | olio su tela 77 x 155 cm   | collezione privata |          |
| 4. | fine del XIX secolo | olio su tela               | sconosciuta        |          |